# Pédiculicide
Un pédiculicide est un médicament à usage externe dont le but est de traiter les pédiculoses (présence de poux).
L'administration d'un tel traitement s'effectue de différentes manières : en spray, crème ou encore sous forme de lotions.
Ce médicament est majoritairement composé de DDT (dichlorodiphénol trichloréthane), les pyréthrines, le malathion ou encore le lindane.